# Liste der Landschaftsschutzgebiete in der Stadt Erlangen
In Erlangen gibt es 19 Landschaftsschutzgebiete. (Stand: November 2018)

## Hinweise zu den Angaben in der Tabelle
- Gebietsname: Amtliche Bezeichnung des Schutzgebietes
- Bild/Commons: Bild und Link zu weiteren Bildern aus dem Schutzgebiet
- LSG-ID: Amtliche Nummer des Schutzgebietes
- WDPA-ID: Link zum Eintrag des Schutzgebietes in der World Database on Protected Areas
- Wikidata: Link zum Wikidata-Eintrag des Schutzgebietes
- Ausweisung: Datum der Ausweisung als Schutzgebiet
- Gemeinde(n): Gemeinden, auf denen sich das Schutzgebiet befindet
- Lage: Geografischer Standort
- Fläche: Gesamtfläche des Schutzgebietes in Hektar
- Flächenanteil: Anteilige Flächen des Schutzgebietes in Landkreisen/Gemeinden, Angabe in % der Gesamtfläche
- Bemerkung: Besonderheiten und Anmerkungen

Bis auf die Spalte Lage sind alle Spalten sortierbar.
| Gebietsname                                                                                | Bild/Commons   | LSG-ID       | WDPA-ID | Wikidata  | Ausweisung | Gemeinde(n) | Lage     | Fläche ha | Flächenanteil     | Bemerkung |
| ------------------------------------------------------------------------------------------ | -------------- | ------------ | ------- | --------- | ---------- | ----------- | -------- | --------- | ----------------- | --------- |
| Grünau                                                                                     |                | LSG-00340.01 | 395830  | Q59585102 | 2004       |             | Position | 56,74     | Erlangen (99,8 %) |           |
| Dechsendorfer Weihergebiet                                                                 | weitere Bilder | LSG-00340.02 | 395831  | Q59585104 | 2004       |             | Position | 169,83    | Erlangen (99,9 %) |           |
| Mönau                                                                                      | weitere Bilder | LSG-00340.03 | 395832  | Q59585105 | 2004       |             | Position | 554,53    | Erlangen (99,9 %) |           |
| Dechsendorfer Lohe                                                                         |                | LSG-00340.04 | 395833  | Q59585107 | 2004       |             | Position | 67,18     | Erlangen (99,9 %) |           |
| Seebachgrund                                                                               | weitere Bilder | LSG-00340.05 | 395834  | Q59585109 | 2004       |             | Position | 114,48    | Erlangen (99,9 %) |           |
| Moorbachtal                                                                                | weitere Bilder | LSG-00340.06 | 395835  | Q59585110 | 2004       |             | Position | 49,55     | Erlangen (99,9 %) |           |
| Regnitztal                                                                                 | weitere Bilder | LSG-00340.07 | 395836  | Q59585112 | 2004       |             | Position | 927,48    | Erlangen (99,9 %) |           |
| Meilwald mit Eisgrube                                                                      | weitere Bilder | LSG-00340.08 | 395837  | Q59585114 | 1983       |             | Position | 226,38    | Erlangen (99,9 %) |           |
| Schwabachtal                                                                               | weitere Bilder | LSG-00340.09 | 395838  | Q59585116 | 2004       |             | Position | 66,71     | Erlangen (100 %)  |           |
| Steinforstgraben mit Kosbacher Weihern und Dauerwaldstreifen östlich des Main-Donau-Kanals | weitere Bilder | LSG-00340.10 | 395839  | Q59585118 | 2004       |             | Position | 142,12    | Erlangen (100 %)  |           |
| Bimbachtal                                                                                 | weitere Bilder | LSG-00340.11 | 395840  | Q59585119 | 2004       |             | Position | 51,75     | Erlangen (100 %)  |           |
| Rittersbachtal                                                                             | weitere Bilder | LSG-00340.12 | 395841  | Q59585121 | 2004       |             | Position | 68,69     | Erlangen (100 %)  |           |
| Schutzstreifen beiderseits der Bundesautobahn A3                                           |                | LSG-00340.13 | 395842  | Q59585123 | 2004       |             | Position | 52,27     | Erlangen (100 %)  |           |
| Klosterwald mit Lobersweihern und dem Grünzug westlich des Ortsteiles Neuses               | weitere Bilder | LSG-00340.14 | 395843  | Q59585124 | 2004       |             | Position | 193,96    | Erlangen (100 %)  |           |
| Aurachtal                                                                                  | weitere Bilder | LSG-00340.15 | 395844  | Q59585126 | 2004       |             | Position | 192,81    | Erlangen (99,9 %) |           |
| Römerreuth und Umgebung                                                                    |                | LSG-00340.16 | 395845  | Q59585128 | 1983       |             | Position | 107,88    | Erlangen (99,9 %) |           |
| Hutgraben mit Winkelfeld und Wolfsmantel                                                   | weitere Bilder | LSG-00340.17 | 395846  | Q59585129 | 1983       |             | Position | 188,33    | Erlangen (99,9 %) |           |
| Bachgraben                                                                                 | weitere Bilder | LSG-00340.18 | 395847  | Q59585131 | 1983       |             | Position | 9,59      | Erlangen (100 %)  |           |
| Brucker Lache mit Langenaufeld                                                             | weitere Bilder | LSG-00340.19 | 395848  | Q59585133 | 1983       |             | Position | 322,4     | Erlangen (100 %)  |           |